# August von Löw zu Steinfurth
August Johann Ernst Karl Friedrich von Löw zu Steinfurth (* 11. Mai 1819 in Steinfurth; † 14. Januar 1890 in Darmstadt) war ein hessischer Gutsbesitzer und Politiker und Abgeordneter der 2. Kammer der Landstände des Großherzogtums Hessen. Er entstammt der älteren Linie Löw zu Steinfurth.
August von Löw zu Steinfurth war der Sohn des Kammerherren und Gutsbesitzers Friedrich Karl August Ernst Johann Löw zu Steinfurth und dessen Ehefrau Sophie, geborene von Pape. Löw zu Steinfurth, der evangelischen Glaubens war, war Gutsbesitzer in Steinfurth. Er war 1840 Rittmeister und Kammerherr. 
Von 1856 bis 1862 und erneut 1865 bis 1872 gehörte er der Zweiten Kammer der Landstände an. Er wurde für den grundherrlichen Adel gewählt. In der Kammer vertrat er konservative Positionen.
Er heiratete am 4. Juni 1840 in Schwanheim Adelheid geborene von Pape (1820–1901). Das Paar hatte mehrere Kinder:
- Erwin (* 2. November 1841; † 17. Oktober 1914), hessischer Kammerherr, Landrat und Mitglied des Deutschen Reichstags ⚭ 1874 Mathilde Leuthner
- Sophie (* 26. Februar 1848) ⚭ 1874 Leo von Weiher, preußischer Generalleutnant
- Adelheid (* 24. März 1849) ⚭ 1877 Friedrich von Scholl, Generaloberst
- Gilbrecht (* 4. Oktober 1851)

⚭ 1882 Freiin Auguste von Leonhardi (* 21. März 1855; † 4. Oktober 1901)
⚭ 1908 Paula Werner (* 8. Januar 1862)